# Alisha Lehmann
Alisha Debora Lehmann, född 21 januari 1999, är en schweizisk fotbollsspelare som spelar som anfallare för italienska Juventus och det schweiziska landslaget. 
Hon har tidigare spelat för BSC YB Frauen i Nationalliga A samt för FA WSL-klubbarna West Ham United, Everton och Aston Villa.

## Klubbkarriär

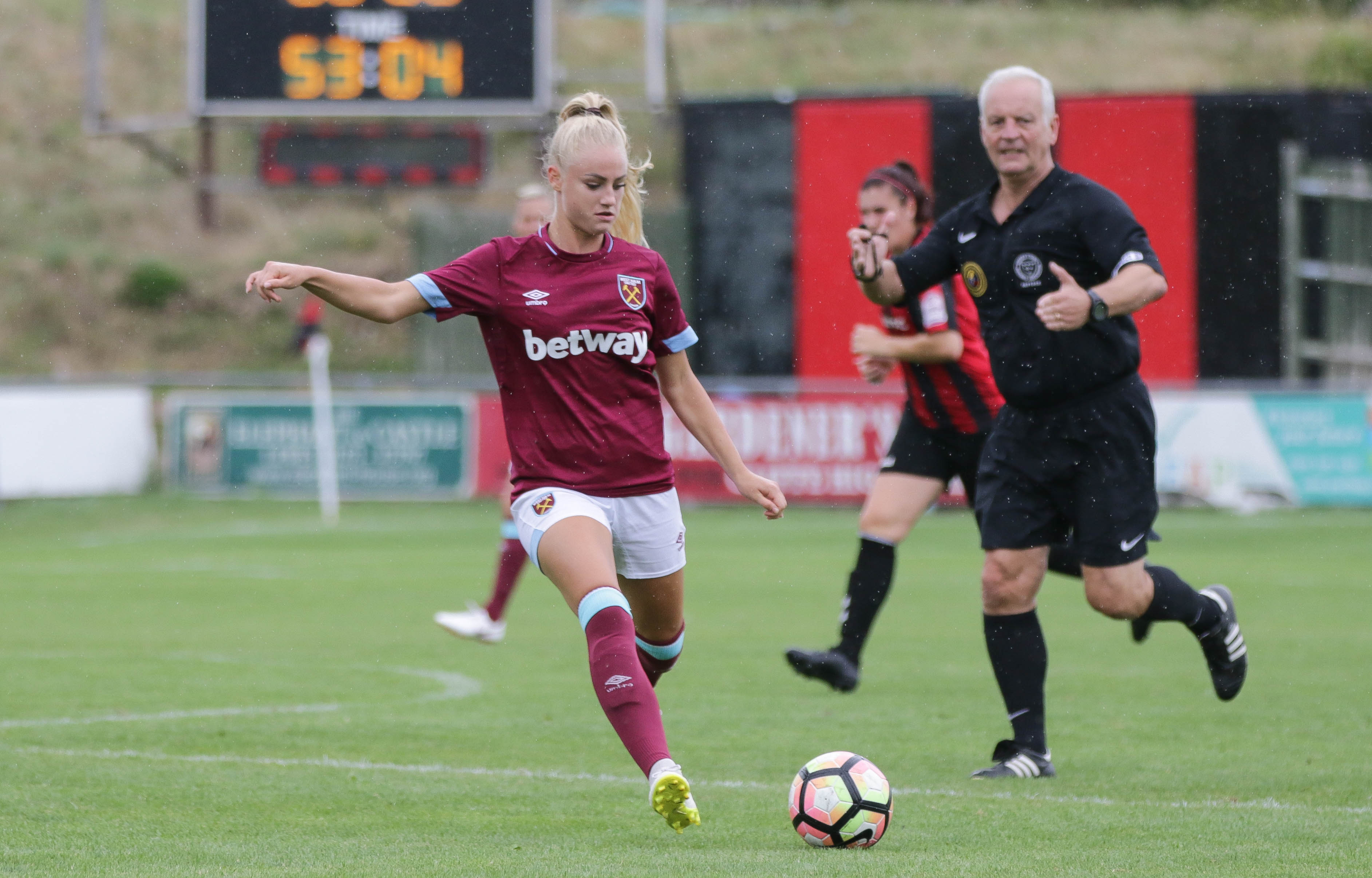
Lehmann med West Ham United 2018.

### West Ham United
I augusti år 2018 kom Lehmann från BSC YB Frauen till West Ham United. Under första säsongen gjorde Lehmann 9 mål och blev nominerad till Årets Unge fotbollsspelare i England (PFA) för kvinnor. Med Lehmanns hjälp så kom West Ham United tvåa i 2018–19 Women's FA Cup. 

### Everton (Lån)
I januari 2021 meddelades det att Lehmann blir utlånad till Everton LFC för resten av säsongen.

### Aston Villa
Lehmann kom sedan till Aston Villa för säsongen 2021–22. I juli 2022 skrev hon på en ettårig kontraktsförlängning med Aston Villa för säsongen 2022–23, efter att ha gjort fyra mål på 23 matcher under sin första säsong i klubben. I slutet av säsongen 2022–2023, efter att ha gjort 54 matcher för Aston Villa, förlängde Lehmann sitt kontrakt till juni 2026, med möjlighet att förlänga ytterligare ett år efter det datumet.

## Internationell karriär
I juli 2015 var Lehmann en del av det schweiziska U-17-landslaget, som spelade sig till final i U-17-EM på Island. Där förlorade Schweiz med 5-2 mot Spanien. Under U-19-EM på hemmaplan i Schweiz i juli 2018 åkte det schweiziska U-19-laget ut i det inledande stadiet av turneringen.
Lehmann valde att inte delta i Europamästerskapet i fotboll för damer 2022 på grund av att hon inte kände sig mentalt redo för att delta i turneringen.

## Biografi
Lehmann är bisexuell och har haft en relation med sin lagkamrat Ramona Bachmann och med Douglas Luiz.

## Sociala medier
Lehmann är den mest följda kvinnliga fotbollsspelaren på Instagram med sina 16,5 miljoner följare.